# La Machine
La Machine é uma comuna francesa na região administrativa de Borgonha-Franco-Condado, no departamento Nièvre. Estende-se por uma área de 17,91 km². Em 2010 a comuna tinha 3 345 habitantes (densidade: 186,8 hab./km²).